# Villa Rodocanacchi
Villa Rodocanacchi si trova in località Monterotondo a Livorno. Immersa in un vasto parco pubblico, è stata sede dell'Azienda USL Toscana nord ovest Territorio ex USL 6.

## La villa
La villa venne costruita nel 1636 dal conte Scheriman, livellario della Certosa di Calci proprietaria dei terreni, come un massiccio edificio a pianta quadrata, ubicato sulla cime di un colle. Un disegno, eseguito intorno al 1735 e conservato alla Biblioteca Labronica, ci fornisce i dettagli dell'edificio nel suo originale aspetto. La costruzione si presentava come una imponente residenza di campagna con le tipiche linee austere che contraddistinguevano le ville del Livornese. Caratterizzato da quattro avancorpi laterali che ricordavano le torrette di un edificio tardo rinascimentale di chiaro richiamo fiorentino, l'edificio era solo ingentilito da un frontone alla sommità della facciata avente richiami alle linee baroccheggianti "a scartoccio" ove era alloggiato un orologio, sul quale campeggiavano quattro statue su balaustre a colonnini. L'ingresso era  coperto dal porticato aperto, tuttora esistente anche se tamponato ai lati con paramento a bugnato che riprendeva l'opera a scarpa degli angoli della casa.
La villa e la relativa tenuta agricola furono vendute dagli Scheriman nel 1822, passando quindi a Giovanni Grant; nel 1843 il complesso fu acquistato dal ricco Emanuele Rodocanacchi. Nel 1846 i nuovi proprietari apportarono delle trasformazioni all'edificio, assorbendo i quattro contrafforti angolari con il loro allineamento nel corpo della costruzione; nella seconda metà dell'Ottocento così assume l'imponenza di una nobile residenza campestre con la sua elegante terrazza coperta in ferro e vetro, valorizzata la vasto prato ovale che la fronteggia, continuando a richiamare nel suo complesso gli stilemi architettonici del Cinquecento fiorentino, trasformandosi nel messaggio sociale che trasmette in un'opera rappresentativa e celebrativa dell'agiatezza familiare dei padroni. Le modifiche esterne furono definite dall'architetto Castellucci di Firenze nel primo decennio del Novecento.
Ulteriori modifiche però, fatte nel secondo dopoguerra, senza alcun rispetto per l'originale impianto storico, la rendono oggi irriconoscibile: è il caso dell'ultimo piano aggiunto che ne squilibria le proporzioni o l'aggiunta dei terrazzi aggettanti che ne deturpano le linee volumetriche.

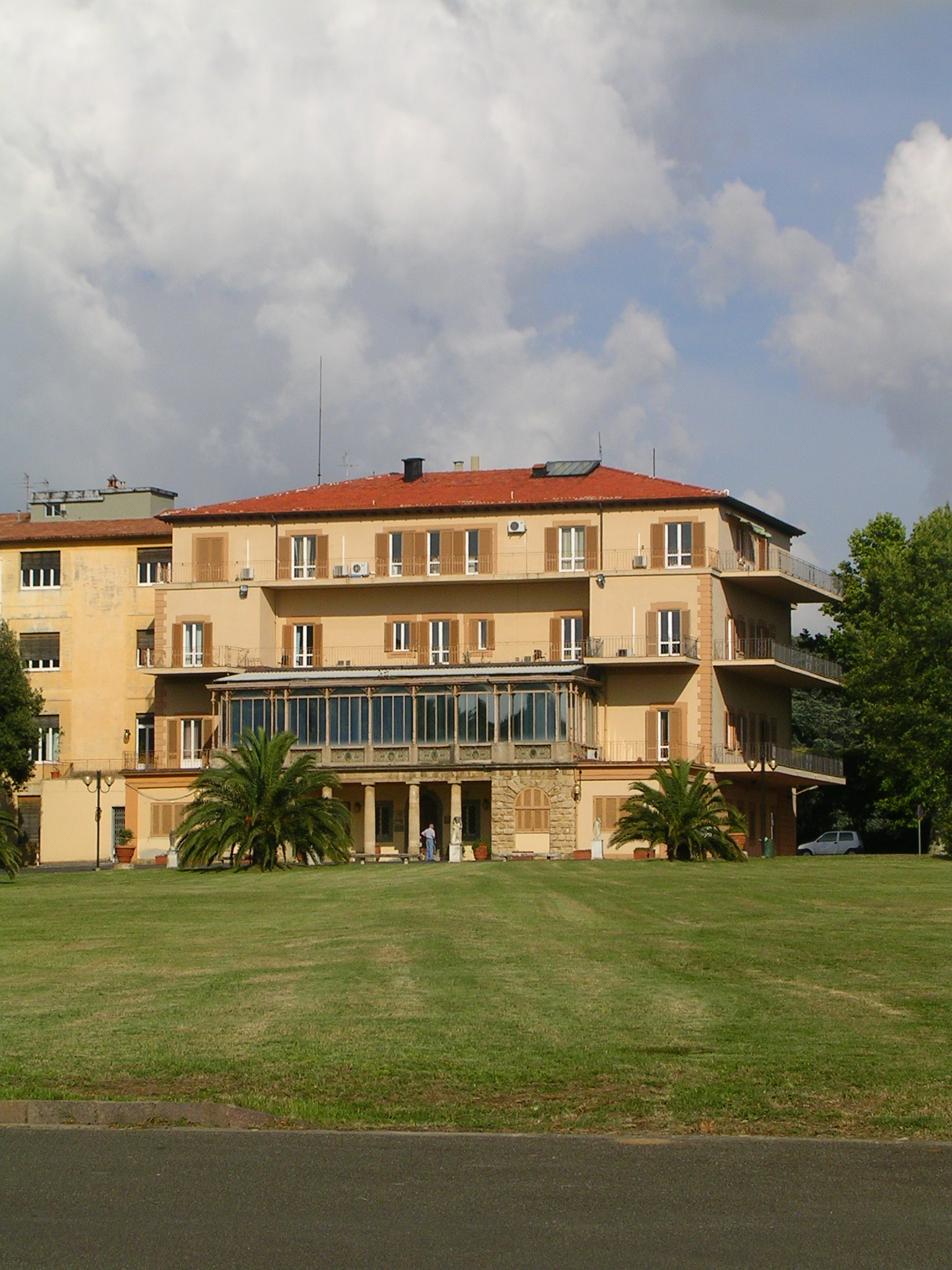
Veduta della villa

Da alcune antiche foto, rilevabili presso la raccolta fotografica di Villa Maria, si nota il gusto sontuoso ed eclettico degli interni. Gli ambienti secondo il gusto dell'epoca erano arredati con tappezzerie, tappeti orientali, mobili di varia fattura, bronzi, statue, quadri, soprammobili, argenteria, candelabri, completati da pesanti carte da parati, quasi a voler perseguire quel principio filosofico dell'"horror vacui" che caratterizzò le case benestanti della fine del XIX secolo.
La villa aveva anche alcuni affreschi nelle stanze di rappresentanza: una Glorificazione della Musica nel salone dei ricevimenti del primo piano ed un gruppo di putti in volo nella sala da pranzo, entrambe attribuite a Giuseppe Maria Terreni e non più esistenti. Si ha notizia anche di due medaglioni opera di Bertel Thorvaldsen raffiguranti il Giorno e la Notte ed eseguiti nel suo soggiorno a Montenero, ospite dei baroni Schubart.
Di notevole suggestione anche la terrazza di facciata coperta con loggiato in ferro e vetro e rifinita con una artistica balaustra a mascheroni, ancora visibile. Da ricordare il grande pavimento a mosaico dell'architetto Bertini (1886) con arabeschi e figure di ispirazione orientale.
Negli anni ottanta la struttura venne acquistata dall'ex USL 6 Livornese (poi USL Toscana Nord Ovest), che ne fece la sua direzione amministrativa. Nel 2011 venne completamente abbandonata, insieme al parco e al centro sportivo, con il trasferimento della sede dell'USL nell'ospedale cittadino di viale Alfieri.

## Il parco
Ma è nel parco che gli antichi padroni hanno maggiormente manifestato la propria volontà di definire agli occhi degli ospiti la posizione sociale che rivestivano.
Il parco romantico che circonda la villa è uno dei più belli del livornese, ma è quasi completamente chiuso al pubblico e, al contempo, completamente abbandonato.
Davanti alla facciata si apre un grande prato ovale, che da respiro all'edificio. Arricchiscono il parco numerose specie arboree tra le quali troneggia un grande cupressus macrocarpa, originario della California, presumibilmente impiantato alla fine del XVII secolo. L'albero è stato abbattuto da un nubifragio nell'inverno del 2009.
Il retro la villa si affaccia su un vasto prato circondato da una fitta pineta e da altre essenze mediterranee, nel quale fino a pochi anni fa si indovinavano le ultime tracce di un galoppatoio. Sullo sfondo delle colline circostanti, il viale principale comincia a scendere in una sorta di galleria ombrosa  ai cui margini si aprono vari vialetti intricati nei quali sono ancora riconoscibili, nonostante confusi da decenni di abbandono, le piante sapientemente trattate con potature ad arte. Vi si aprono vedute su false rovine classicheggianti, quali colonne, statue e sopravvivono alcune piccole edicole votive, ormai vuote.
Nella parte bassa del parco si trovava un laghetto, ormai prosciugato, arricchito da due eleganti approdi, in mezzo al quale si trova un isolotto, in posizione decentrata, sul quale crescevano alcune palme delle Canarie e di cui oggi rimane una sola superstite. Il livello del laghetto era regolato da una condotta che, attingendo dall'adiacente botro del Mulino, veniva alimentata da una serie di piccole chiuse e sbarramenti, a valle delle quali finiva nel sotterraneo di un piccolo "Trianon", ormai in completa rovina, che restituiva di nuovo le acque al botro più a valle.
Il parco della villa, grazie ad un accordo tra l'associazione civica Reset e il comune, è oggi aperto e oggetto di importanti opere di manutenzione. Tali attività, svolte a titolo completamente gratuito, sono volte a ridare agibilità al parco oltre che alla prevenzione del degrado.